# Jean-Marie Blois
Pour les articles homonymes, voir Blois (homonymie).
Jean-Marie Michel Blois, né le 18 septembre 1881 à Machecoul dans le diocèse de Nantes et mort le 18 mai 1946 à Moukden, est un missionnaire français qui fut évêque en Mandchourie.

## Biographie

### Prêtre

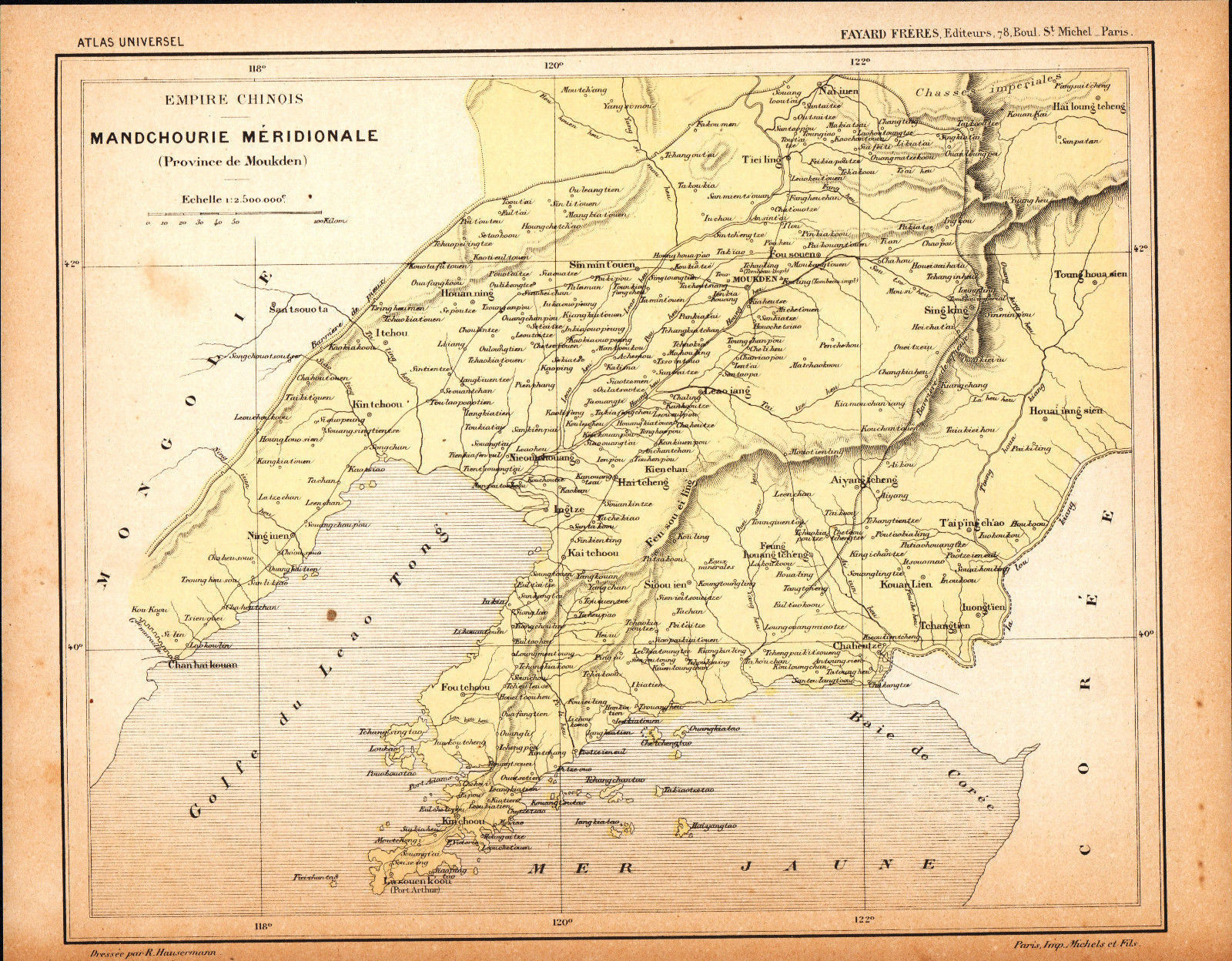
Carte de Mandchourie-Méridionale.

Jean-Marie Blois entre au séminaire des Missions étrangères de Paris, le 19 septembre 1904, en tant que sous-diacre. Il est ordonné prêtre le 29 juin 1905 dans une France en pleine agitation due aux mesures anticléricales de la Troisième République. Il reçoit sa lettre de mission pour la Mandchourie-Méridionale qu'il part rejoindre le 11 octobre 1905. Cinq ans plus tôt, la mission avait été dévastée par la révolte des Boxers et son évêque Laurent Guillon, tué à Moukden. 
En 1909, jeune missionnaire à Kao-Chan-Touen, M. Blois se vit confier le soin d'achever la construction de l'église de ce poste, commencée par M. Hérin, tout en restant chargé du district de Siao-hei-Chan dont il reconstruisit l'église en 1912, et qu'il dédia à Notre-Dame de Lourdes.
En janvier 1919, M. Blois est rappelé en France afin de diriger le séminaire des Missions étrangères de Paris pendant une année. Il retourne en Mandchourie en 1920 et son évêque, Marie-Félix Choulet, affaibli par la maladie, le nomme provicaire en attendant de démissionner.

### Un vicaire apostolique bâtisseur

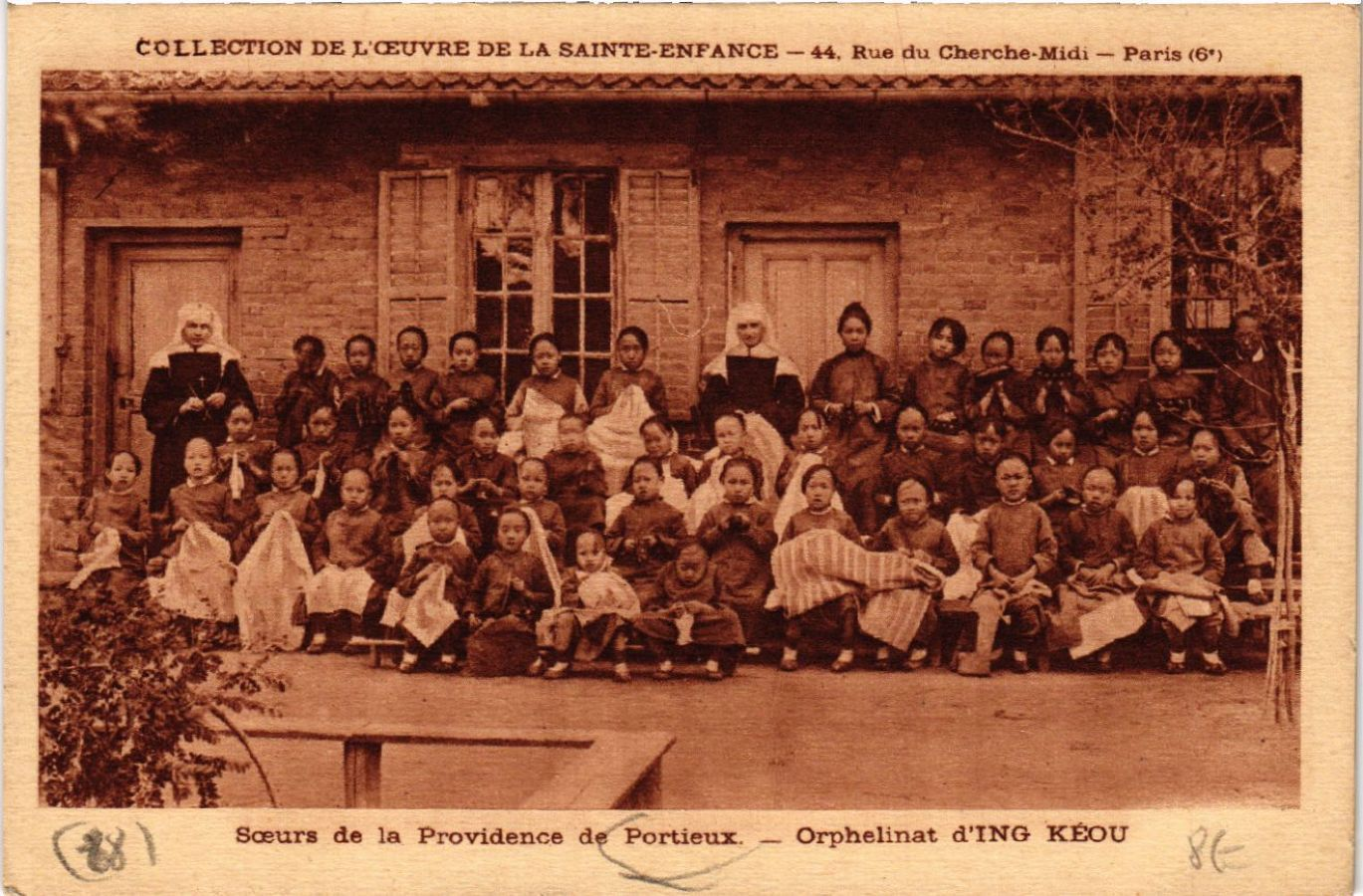
Sœurs de la Providence de Portieux tenant l'orphelinat de filles d'Ing-Kéou (aujourd'hui Yingkou), vers 1918-1920.

Jean-Marie Blois est nommé vicaire apostolique de Mandchourie-Méridionale le 19 décembre 1921, avec le titre d'évêque in partibus de Lambèse (de) et consacré le 28 mai 1922 à la cathédrale de Moukden par Florian Demange, vicaire apostolique de Daegu. La région est sous l'influence japonaise (depuis sa victoire contre la Russie en 1905) qui finit par l'annexer de facto en créant un État satellite, le Mandchoukouo (1931-1945). La province est minée par le banditisme, les trafics en tout genre, la guerre entre factions armées, les meurtres et l'insécurité chronique. Jean-Marie Blois vit ainsi dans cette ambiance toute sa vie.
Il faillit laisser la vie le 2 janvier 1923 en visitant le district de Eul-pa-tan après être tombé entre les mains de bandits. En 1924, une grande partie de son territoire de l'est tombe aux mains des « Barbes Rouges », factions armées fort dangereuses. L'année 1925 est frappée brutalement par la guerre civile chronique depuis une dizaine d'années et il doit fermer certaines écoles et certains couvents par mesure de précaution. Dans la nuit du 18 au 19 septembre 1931, le Japon attaque l'armée chinoise et s'empare de la province, créant ainsi le Mandchoukouo, non reconnu par la Société des Nations. Les troubles continuent jusqu'en 1933 et redoublent en 1935. Comme le souhaite Pie XI, Jean-Marie Blois s'efforce de former rapidement et de manière approfondie un clergé autochtone, afin de consolider les missions et de mieux affronter les périls du moment. En 1925, la mission compte déjà 22 prêtres autochtones. Mais à partir de 1927, les autorités locales interdisent toute nouvelle construction d'école, d'église ou de dispensaire. En 1935, dix grands séminaristes poursuivent leurs études au grand séminaire de Kirin plus au nord dans le vicariat voisin. En novembre 1938, trois séminaristes de son vicariat sont admis au collège de la Propagande à Rome poursuivre leurs études supérieures.
En 1923, il ouvre le « collège franco-chinois de Moukden » dirigé d'abord par Joseph Sage, puis l'année suivante par les frères maristes, mais il doit fermer sous la pression gouvernementale en 1931. Il accueille les frères des écoles chrétiennes de Montréal en 1936 et les Dames de Saint-Maur en 1937. Il ouvre aussi une école de catéchistes chinois et une école normale de filles. Jean-Marie Blois se fait aider des Sœurs de la Providence de Portieux qui étaient arrivées en Mandchourie en 1875 et qui avaient fondé en 1913 une congrégation féminine autochtone, celle du Saint Cœur de Marie (reconnue en droit diocésain en 1932). Jean-Marie Blois oriente certaines religieuses chinoises vers des études supérieures et vers la médecine et suit de près leur formation. En 1934, les Sœurs de la Providence de Portieux ouvrent un juvénat pour les jeunes filles du pays, qui peuvent ainsi être admises dans cette congrégation.

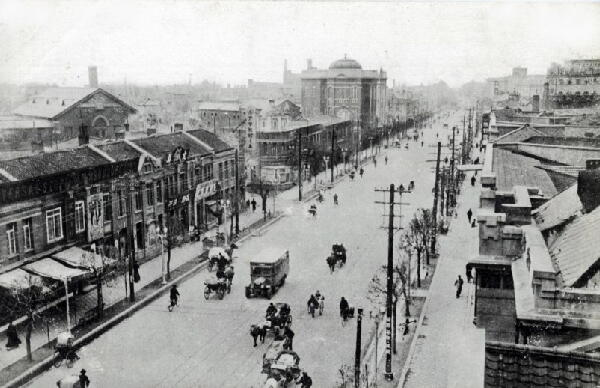
Moukden en 1930

Les premiers missionnaires de la Société des Missions étrangères du Québec arrivent en 1925. En juillet 1929, le Tao-chang-Tao, détaché de Moukden, est érigé en préfecture apostolique confiée à Joseph Lapierre, et devient la mission de Sze-ping-kai (aujourd'hui diocèse de Siping). De plus cette même année, la Société des Missions étrangères d'Amérique (Maryknoll) est autorisée à aller travailler dans la mission de Moukden. Accueillis par Jean-Marie Blois en 1926, ses missionnaires arrivent dans le Tung-Pien-Tao, au sud-est de la mission. Ce territoire devient en 1932 la préfecture apostolique de Fushun (aujourd'hui diocèse) avec Raymond Lane à sa tête. Fushun (Fouchouen en français de l'époque) est alors un grand centre houiller et compte plus de deux cents travailleurs catholiques chinois venus d'ailleurs. Par décret de la Propaganda Fide du 9 février 1938, la mission de Moukden cède à celle de Jehol cinq préfectures civiles. En 1932, Jean-Marie Blois ouvre une paroisse (Saint-François-Xavier) pour les Japonais et les étrangers à Moukden. En juillet 1933, il ouvre des missions coréennes à cause de l'afflux de travailleurs coréens.

### Un vicaire apostolique en lien avec ses confrères

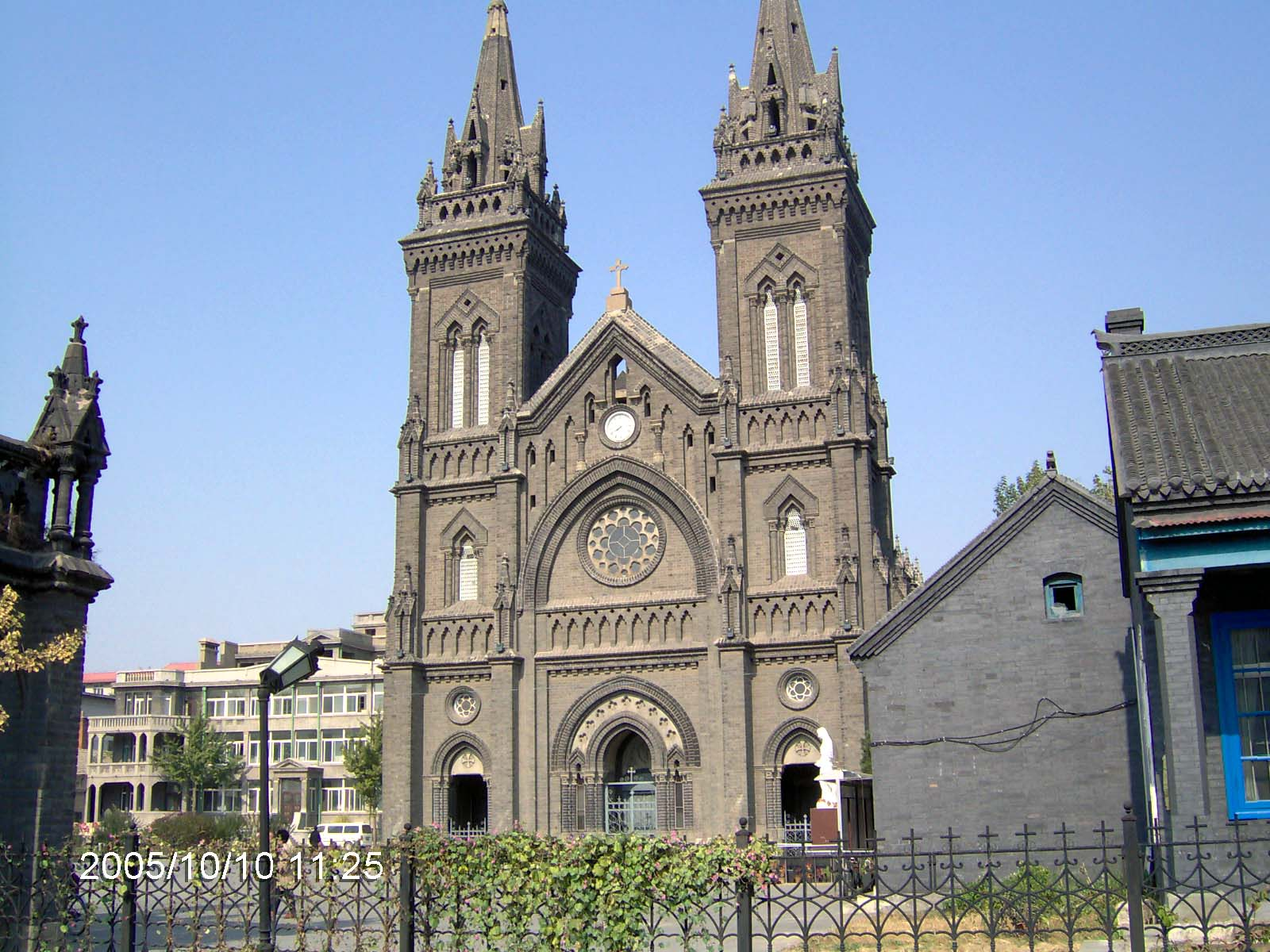
Cathédrale de Moukden aujourd'hui (Shenyang en chinois).

Jean-Marie Blois participe aux différentes assemblées voulues par sa congrégation, non seulement dans sa province ecclésiastique, mais aussi en Chine. Il quitte Moukden le 8 mai 1924 pour participer à Shanghai au « concile plénier de Chine », sorte de première assemblée synodale de Chine qui ouvre le 15 mai 1924. Il participe aussi en juillet 1930 à l'assemblée générale des Missions étrangères de Paris qui se tient à Paris rue du Bac. Pour cela, il part en décembre 1929 de Moukden pour Shanghai et Hong Kong (où il se repose à la Maison de Béthanie), visite la mission de Swatow et débarque à Marseille le 28 mars 1930. Après l'assemblée générale, il demeure en France jusqu'en février 1931 et retourne à Moukden le 30 mars 1931. Le 21 mai 1932, sa mission accueille Jean Budes de Guébriant, le supérieur général des Missions étrangères venu en tournée d'inspection. Il revient du 5 au 14 mai 1937. Entre-temps, Jean-Marie Blois se rend à Hsin-king, capitale du Mandchoukouo, pour participer du 12 au 16 février 1934 à une réunion de tous les évêques de la contrée, issus de différents instituts missionnaires.
En juin 1934, ces ordinaires du Mandchoukouo décident d'installer un imprimerie à Moukden à l'usage de toutes leurs missions, afin de ne plus dépendre de celle de Hong-Kong, mal vue par les autorités japonaises. En octobre 1934, Auguste Gaspais décide de la fondation d'un grand séminaire commun en lien avec tous les supérieurs des missions. Il est béni à Hsin-King (Tchang-Tchouen en chinois romanisé) le 5 avril 1940 et confié aux assomptionnistes arrivés en 1936.
Doté d'une forte personnalité, Jean-Marie Blois tient le rôle d'un évêque missionnaire. En 1922, il reçoit le maréchal Joffre au cours de son passage à Moukden. Il est prudent vis-à-vis des autorités japonaises dans un État non reconnu par la Société des Nations et il est attentif avec charité aux besoins de sa mission, notamment des femmes, ouvrant par exemple nombre de dispensaires confiés à des Chinoises diplômées ou un hôpital dirigé par deux religieuses chinoises pourvues d'un diplôme de docteur en médecine. Il sait malgré une santé fragile à la fin de sa vie résister aux épreuves dans un monde en pleine Seconde Guerre mondiale, alors que la Chine déjà éprouvée par la guerre civile chinoise est elle-même malmenée. La Mandchourie est envahie en août 1945 par l'armée soviétique. Les forces nationalistes et communistes s'affrontent dans toute la province.
Jean-Marie Blois, malade, s'éteint le 18 mai 1946 à cause d'une crise cardiaque à Moukden survenue au cours d'une visite à un malade de l'hôpital de la mission.